# Christiane Tassis
Christiane Tassis (Governador Valadares, 1967) é uma escritora, redatora e roteirista brasileira.
É formada em jornalismo e publicidade. Foi uma das vencedoras da Bolsa de Criação Literária oferecida na FLIP em 2004, o que lhe permitiu escrever seu primeiro livro, o romance Sobre a Neblina. A obra foi mais tarde adaptada para o cinema, no filme Exilados do Vulcão, dirigido por Paula Gaitán, vencedor do Festival de Brasília de 2013.
Também foi colaboradora do seriado Sexo Frágil, da Rede Globo.

## Obras
- 2008 - Sobre a Neblina (Quetzal)
- 2010 - O Melhor do Inferno (Língua Geral)
- 2010 - Minas; estado de espírito - com Carlos de Brito e Mello, Ana Maria Gonçalves, Murilo Carvalho e Luiz Ruffato (Olhares)